# Gasthof zur Post (Gunzenhausen)

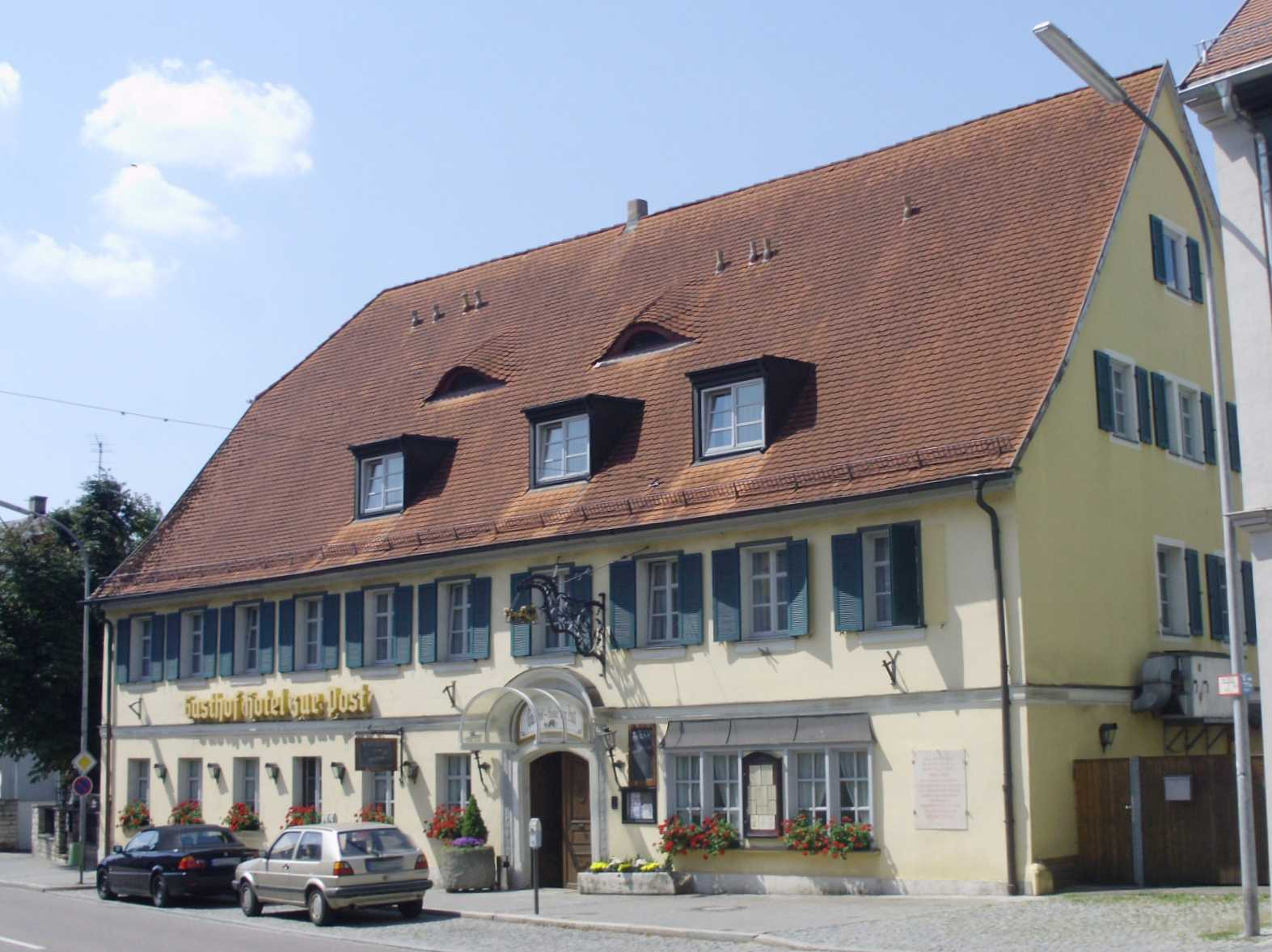
Der Gasthof im Juli 2012

Der Gasthof zur Post ist ein Gasthaus in Gunzenhausen im mittelfränkischen Landkreis Weißenburg-Gunzenhausen. Das Gebäude ist unter der Denkmalnummer D-5-77-136-12 als Baudenkmal in die Bayerische Denkmalliste eingetragen. Das Gasthaus steht an der Bahnhofstraße 6, unweit der Spitalkirche und nördlich der Gunzenhäuser Altstadt.
An der Stelle des heutigen Gasthofs stand eine Posthalterei der von den Thurn und Taxis betriebenen Kaiserlichen Reichspost, welche 1633 erstmals urkundlich erwähnt wurde und die namensgebend für den späteren Gasthof war. Das heutige Gebäude wurde Mitte des 18. Jahrhunderts errichtet. 1788 übernachtete Johann Wolfgang von Goethe, der sich auf der Rückreise von seiner ersten Italienreise befand, zusammen mit Philipp Christoph Kayser im Gasthof. Auch der bayerische König Ludwig I. von Bayern nächtigte im Gasthof zur Post. Das Gebäude ist ein zweigeschossiger, traufständiger Krüppelwalmdachbau mit Dachgaube. Westlich schließt sich ein modernerer Gebäudetrakt an.